# Veliki Trianon
Palaču Veliki Trianon sagradio je 1687. godine, za Luja XIV., Jules Hardouin-Mansart u duhu klasicistički koncipirane francuske inačice baroknoga stila. Veliki Trianon je smješten na tlu Versajske palače u Versailles, Francuska.